# Mathilde Bonnefoy
Mathilde Bonnefoy (Parigi, 11 marzo 1972) è una montatrice francese con cittadinanza statunitense, attiva nel cinema tedesco. Ha collaborato più volte coi registi Tom Tykwer e Wim Wenders, specialmente col primo in film come Lola corre (1998), prima di vincere l'Oscar al miglior documentario come produttrice di Citizenfour (2014).

## Biografia
Figlia del poeta e traduttore francese Yves Bonnefoy e di un'americana, Lucille Vines, abbandona dopo un anno gli studi di filosofia alla Sorbona per trasferirsi a Berlino in seguito alla caduta del muro. Lì, comincia a lavorare in cabina di montaggio nella speranza di diventare poi regista, diventando tra i primi in città a imparare a usare il nuovo software di montaggio video digitale AVID. Questo e l'essere stata assistente al montaggio di Das Leben ist eine Baustelle (1997) di Wolfgang Becker, primo film prodotto dal collettivo X-Filme fondato dal regista assieme a Tom Tykwer, spingono quest'ultimo a sceglierla come montatrice del suo terzo film, Lola corre.
Nonostante sia il suo primo vero lavoro da montatrice (in precedenza si occupava dell'organizzazione di progetti altrui), Lola corre si rivela un successo che lancia la carriera di entrambi. Il montaggio rapido e cinetico di Bonnefoy è considerato uno degli elementi più caratteristici del film, e lei stessa contribuisce a donargli la sua durata «compatta» di 80 minuti, convincendo Tykwer a rinunciare in post-produzione a numerose scene più cupe e introspettive che ne avrebbero interrotto il ritmo.
Il sodalizio tra i due continuerà attraverso tutti i lungometraggi del regista tedesco (con l'eccezione di Profumo - Storia di un assassino) fino al 2010. Bonnefoy ha descritto il suo rapporto lavorativo con Tywer come: (?) Un altro sodalizio che stringe in quegli anni con un altro importante regista tedesco, per quanto più breve, è quello con Wim Wenders, di cui monterà un documentario e alcuni film a episodi.
Il suo film successivo è stato Citizenfour (2014), documentario di Laura Poitras su Edward Snowden. Bonnefoy viene coinvolta nel progetto (originariamente un film su di hacktivisti come Julian Assange o Jacob Applebaum prima che le divulgazioni sulla sorveglianza di massa del 2013 ne rendano necessario un completo ripensamento in corso d'opera) fin dal primo momento, lavorando assieme a Poitras con software di montaggio e messaggistica criptati. Quest'ultima l'ha scelta come montatrice grazie a Lola corre, di cui era un'ammiratrice, oltre che in quanto impossibilitata a lavorare al film negli Stati Uniti. Citizenfour finirà per vincere l'Oscar al miglior documentario ai premi Oscar 2015, che andrà anche Bonnefoy, in quanto accreditata anche come produttrice del film.

### Vita privata
È sposata col produttore tedesco Dirk Wilutzky, col quale ha condiviso l'Oscar per Citizenfour.

## Filmografia

### Montatrice

#### Lungometraggi
- Lola corre (Lola rennt), regia di Tom Tykwer (1998)
- La principessa + il guerriero (Der Krieger und die Kaiserin), regia di Tom Tykwer (2000)
- Heaven, regia di Tom Tykwer (2002)
- L'anima di un uomo (The Soul of a Man), regia di Wim Wenders – documentario (2003)
- Solstice, regia di Daniel Myrick (2007)
- The International, regia di Tom Tykwer (2009)
- Orly, regia di Angela Schanelec (2010)
- Drei, regia di Tom Tykwer (2010)
- Citizenfour, regia di Laura Poitras – documentario (2014)

#### Cortometraggi
- Twelve Miles to Trona, episodio di Ten Minutes Older: The Trumpet, regia di Wim Wenders (2002)
- True, regia di Tom Tykwer (2004)
- Faubourg Saint-Denis, episodio di Paris, je t'aime, regia di Tom Tykwer (2006)
- Invisible Crimes, episodio di Invisibles, regia di Wim Wenders (2007)

### Produttrice
- Citizenfour, regia di Laura Poitras – documentario (2014)

## Riconoscimenti
- Premio Oscar
  - 2015 - Miglior documentario per Citizenfour
- Premio BAFTA
  - 2015 - Miglior documentario per Citizenfour
- Premio Emmy
  - 2015 - Premio all'eccellenza documentaristica per Citizenfour
  - 2015 - Candidatura al miglior montaggio di un programma di non-fiction per Citizenfour
- American Cinema Editors
  - 2000 - Candidatura al miglior montaggio di un film commedia o musicale per Lola corre
  - 2015 - Miglior montaggio di un lungometraggio documentario per Citizenfour
- Deutscher Filmpreis
  - 1999 - Miglior montaggio per Lola corre
  - 2011 - Miglior montaggio per Drei
  - 2015 - Miglior documentario per Citizenfour
  - 2015 - Candidatura al miglior montaggio per Citizenfour
- European Film Award
  - 2011 - Candidatura al miglior montaggio per Drei
- Independent Spirit Awards
  - 2015 - Miglior documentario per Citizenfour
- Gotham Independent Film Awards
  - 2014 - Miglior documentario per Citizenfour